# Beat them all
Cet article concerne le genre de jeu vidéo à défilement parallaxe. Pour le jeu de combat à un contre un, voir jeu de combat. Pour l'album d'Iggy Pop, voir Beat 'Em Up.
Pour les articles homonymes, voir BTA.

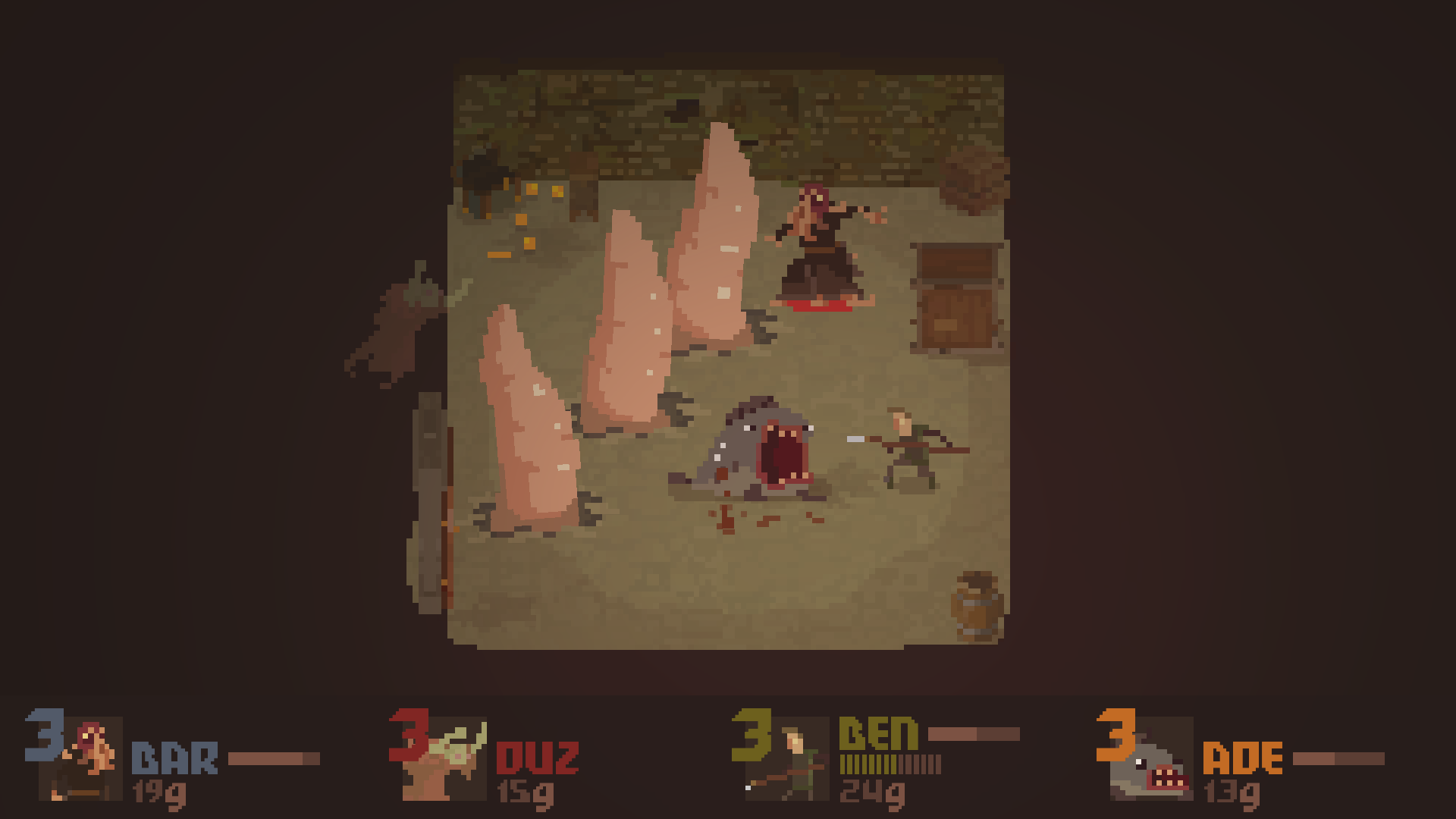
Screenshot de Crawl un beat them all sorti en 2014

Le beat them all ou BTA (faux-anglicisme dérivé du terme anglais beat 'em up signifiant « frappez-les »), ou jeu de combat à progression, souvent abrégé en beat'em all et parfois appelé scrolling fighter, est un genre de jeu vidéo opposant un ou deux joueurs à un nombre important d'ennemis. À l'origine, ces jeux ont généralement lieu en milieu urbain et sont axés sur les thèmes de l'auto-justice et de la lutte contre la criminalité. Plus tard, le genre utilise des thèmes historiques ou de fantasy.
Les beat them all traditionnels sont caractérisés par le défilement parallaxe (scrolling) et les niveaux en 2D bien que plus tard certains jeux aient affiché des environnements en trois dimensions avec un plus grand nombre d'ennemis.
Ces jeux sont connus pour leur système de jeu simple, à la fois acclamé et tourné en dérision par la critique. Le mode deux joueurs en coopération et les multiples personnages jouables sont aussi caractéristiques du genre.
Les premiers beat them all influents ont été Kung-Fu Master, sorti en 1984 et Renegade, sorti en 1986. Ils ont introduit les environnements urbains et les thèmes tels que la vengeance, largement réemployés plus tard. Le genre a alors connu une période de grande popularité avec entre autres la sortie de Double Dragon en 1987, qui a introduit le mode coopératif à deux joueurs au cœur des beat'em all classiques. Des jeux tels que Streets of Rage, Final Fight et Golden Axe sont d'autres classiques sortis à cette période. Le genre est devenu moins populaire à partir de l'émergence des jeux vidéo basés sur la 3D, mais certains beat'em all ont adapté leur formule simple pour l'utiliser à grande échelle dans des environnements en trois dimensions.

## Définition
Le beat'em all est un sous-genre du jeu d'action où le personnage du joueur doit combattre un grand nombre d'ennemis en combat à mains nues ou à l'aide d'armes. Le système de jeu des premiers beat'em all consistait à marcher à travers un niveau, une section à la fois, et à battre un groupe d'ennemis avant de passer à la section suivante, le niveau se finissant généralement par un combat contre un boss.
Le genre est à distinguer du jeu de combat, qui est basé sur le duel en face-à-face plutôt que sur des niveaux et de multiples ennemis. Les deux genres se sont parfois mutuellement inspirés, notamment en termes de graphismes et de style. Certains jeux comme Super Smash Bros. Brawl regroupent les deux genres.

## Game design

### Niveaux et ennemis
Les joueurs doivent marcher d'un bout à l'autre du niveau, et les niveaux utilisent généralement le défilement horizontal, ou défilement parallaxe. Plus tard, certains beat them all ont élargi le terrain d'action à des environnements plus vastes en trois dimensions, tout en conservant le système de contrôle et le gameplay simple. Tout au long du niveau, les joueurs peuvent acquérir des armes qu'ils peuvent utiliser, ainsi que des vies rétablissant la santé du joueur.
Les joueurs marchent à travers le niveau et sont arrêtés par des groupes d'ennemis qui doivent être vaincus avant de pouvoir continuer. Le niveau se termine lorsque tous les ennemis sont vaincus. Chaque niveau contient de nombreux groupes d'ennemis identiques,, rendant ces jeux répétitifs,. Dans ces jeux, les joueurs doivent souvent battre un boss, un ennemi beaucoup plus fort que les autres, à la fin de chaque niveau. Le terme boss (chef en anglais) est d'ailleurs probablement né avec les beat'em all, puisque ce dernier ennemi était le capitaine des ennemis vu plus tôt dans le niveau (le même en plus grand et plus fort).

### Joueurs et personnages
Les beat'em all permettent souvent au joueur de choisir parmi plusieurs personnages, chacun ayant ses propres forces, faiblesses, et coups,,,. Les attaques peuvent être aussi bien de rapides combinaisons d'attaques de bases (combos) ou des attaques en sautant ou en attrapant l'ennemi,. Les personnages ont souvent leurs propres attaques spéciales, ce qui, en fonction du choix du joueur, mène à utiliser différentes stratégies. Le système de contrôle est généralement facile à maitriser car il requiert l'utilisation de deux boutons seulement. Ces boutons peuvent être combinés pour réaliser des combos, ainsi que des attaques intégrant des sauts ou des prises sur l'adversaire,. Depuis la sortie de Double Dragon, de nombreux beat'em all permettent de jouer à deux en coopération, une raison importante de l'attrait pour ces jeux,,,,. Les beat'em up sont plus aptes à recevoir un mode de jeu coopératif que les autres genres de jeu.

## Histoire

### Origines
Le premier jeu à avoir comme élément le combat au poing est un jeu de boxe de Sega, Heavyweight Champ (1976), utilisant la vue de côté, réutilisée plus tard dans les jeux de combat. Sega continue avec plusieurs autres jeux de combats ; Samurai (1980), un jeu d'arcade d'arts martiaux où le joueur se bat simultanément contre plusieurs opposants dans une zone fermée, avant de combattre un maitre samurai tenant le rôle du boss. Le combat au poing est présent également dans différents jeux de plates-formes, Kangaroo (1982), où un kangourou boxe avec des singes, en arcade et console et Bruce Lee (1983), sur ordinateur et ayant pour thème les arts martiaux, ainsi que Chuck Norris Superkicks (1983), un jeu basé sur le thème des arts martiaux qui sort sur Atari 2600.
Cependant, ce fut Data East qui popularisa les jeux ayant pour thème les arts martiaux avec son jeu de combat Karate Champ (1984). La même année, le jeu d'Irem, Kung-Fu Master (1984, connu sous le nom de Spartan X au Japon), inspiré par le cinéma d'action hongkongais pose les fondations du beat'em all en side-scrolling grâce à son gameplay simple et ses multiples ennemis,. Konami sort en 1985 Yie Ar Kung-Fu, puis Yie Ar Kung-Fu II en 1986 qui seront également des succès sur micro-ordinateurs. Plus tard la même année, Karateka combine les séquences de combat à un-contre-un de Karate Champ avec la liberté de mouvement de Kung-Fu Master, ce fut une réussite grâce à l'ajout de combat dynamique. Il fut parmi les premiers beat'em all portés sur console de salon. Violence Fight (en) (1989) de Taito.

### Âge d'or (Combats au milieu de plusieurs adversaires)
Apparus au milieu des années 1980, les premiers beat them all sont en deux dimensions (2D) et l'action se déroule via un scrolling horizontal. D'abord sur un seul plan puis proposant une pseudo « profondeur » de champ, le genre évolue peu dans la technique.Trojan (1986, Capcom) et Nekketsu Kōha Kunio-kun (1986, Taito), s’éloignent du thème des combats de ring utilisés par ses prédécesseurs pour s’intéresser aux combats de rue. L'adaptation occidentale Renegade (sorti la même année) fut entièrement remanié par l'équipe de développement afin de convenir au public américain, inspiré par le film The Warriors l'ambiance du titre n'aura finalement plus rien à voir avec la version japonaise.
Renegade servit de modèle pour les beat'em all suivants, ajoutant la possibilité de se déplacer aussi bien horizontalement que verticalement, ainsi que la possibilité d'effectuer des combos. Contrairement aux titres sorti précédemment, dans Renegade les adversaires peuvent encaisser plusieurs coups successivement, le 1er coup immobilisant temporairement celui-ci. On peut citer Double Dragon (1987, de Technos), Growl (1990, de Taito), Streets of Rage (1991, Sega).
Le beat them all s'oriente également vers d'autres thèmes, comme l'heroic fantasy avec Golden Axe (1989, Sega), Dungeon Magic (en) (1993, Taito) ou Dungeons and Dragons: Shadow over Mystara (1996), mais aussi Altered Beast (1988, Sega, type plateforme) mêlant mythologie grecque et horreur, Dynasty Wars (1989, Capcom) qui utilise les épopées de l'époque des Trois Royaumes de Chine (220 à 380), thème qui sera repris dans Warriors of Fate (1992, Capcom), puis la série Knights of Valour qui commence en (1999, IGS), la série Dynasty Warriors qui commence en 1996, mais dont le premier épisode sera un jeu de combat à 2. L'univers de bande-dessinée et dessin animé est également utilisé avec Teenage Mutant Hero Turtles (1989, d'après Les Tortues ninja), Astérix (1992), tous deux par Konami, Arabian Magic (1992, Taito) utilise quant à lui, l'univers des comtes persans des 1001 une nuit. Les licences continuent les années suivantes avec Batman Returns (1993, Konami), Sailor Moon (1993, Angel/Bandai sur Super Nintendo), Alien vs. Predator (1994, Capcom), Pretty Soldier Sailor Moon (1995, Gazelle/Banpresto), Batman Forever (1995, Acclaim).

### Ère 32-bit (Passage à la 3D)
Les beat them all évoluent progressivement dans la scène vidéoludique avec l’arrivée de la 3D. En particulier, Sega innove avec Virtua Fighter (1993), il ne s'agit pas d'un beat them all à proprement parler, mais d'un jeu de combat à un ou joueurs posant les bases de l'utilisation de personnages pour des combats en véritable 3d en jeu d'arcade, le premier jeu de combat d'arcade en 3D vectorielle, tout d'abord en faces pleines, sans texture. La plateforme Sega-AM2 sur lequel était sorti l'année précédente le premier jeu de voiture en 3d vectorielle, Virtua Racing (1992) est réutilisée, elle sera également utilisée l'année suivante pour le premier épisode de Virtua Cop (1994). La série sera ensuite améliorée dans les épisodes qui suivirent. Namco répond l'année suivante avec Tekken (1994).
Guardian Heroes (1996, Sega sur Sega Saturn, première console de jeu permettant des jeux complètement en 3D reprend les principes des beat them all à scrolling, avec toujours des sprites en bitmap, mais ces personnages se déplacent dans des décors en trois dimensions. La même année sort en borne d'arcade Die Hard Arcade (1996, Sega), le premier véritable beat them all où les personnages, et les décors sont tous deux en 3d et texturées. La majorité des scènes sont en intérieur, dans des bureaux assez dépouillés, permettant ainsi de limiter la complexité des décors. Le système mélangeant personnages en 2d et décors en 3d sera repris dans Knights of Valour - The Seven Spirits (2003), suite de la série basée sur les Trois Royaumes, il profite de l'amélioration de la qualité des textures. La même année sort le premier épisode de Dynasty Warriors, toujours sur le thème des Trois Royaume. Il s'agit d'un jeu de combat à 1 ou 2 joueurs, mais sera le début d'une série de beat them all à partir de Dynasty Warriors 2 (2000 sur Playstation). Il innove en proposant un système 3D de « combat de masse ».

### Renouveau
Le renouveau, salué par la presse, du genre vient avec Onimusha: Warlords et Devil May Cry qui reprennent les caractéristiques propre au beat them all tout en innovant sur certains points :
- Un héros charismatique et extrêmement puissant apte à abattre tous les ennemis ;
- Une gestion du personnage s'approchant du jeu de rôle, avec des points d'expérience, de l'argent, des armes de divers niveaux de puissance ;
- Des monstres variés (évitant ainsi le « combat de masse ») ;
- Une difficulté très élevée à haut niveau. Caractéristique du genre, mais avec des niveaux de difficultés plus accessibles. Le « timing » revient et les « combos » permettent de classer les prestations ;
- Des combats en « mini duel ». La programmation évite les attaques combinées des monstres pour proposer des combats nombreux et rapide à l'inverse du combat de masse ;
- Des boss de fin de niveau gigantesques.

On arrive maintenant à deux types de beat them all :
- Les beat them all « de masse » où le nombre de « kill » (tué) et conquérir de grands champs de bataille est le but du jeu (comme la série des Dynasty Warriors) ;
- Les beat them all de type « duel » où le joueur doit se concentrer sur les techniques de combats afin d'améliorer son score (comme la série des Devil May Cry, Bayonetta)[20].

Les dernières innovations concernent la « personnalisation » des héros et leurs évolutions (dimension « jeu de rôle »). Pour finir totalement le jeu il faut le recommencer afin d'obtenir toutes les techniques de combat.